# Raffaele Rubattino (ferry)
Le Raffaele Rubattino est un ferry de la compagnie italienne Moby Lines. Construit entre 1997 et 1998 par les chantiers Ferrari de La Spezia et achevé par les Nuovi Cantieri Apunia de Marina di Carrara, il est le deuxième d'une série de deux navires commandés par l'ex-compagnie publique Tirrenia di Navigazione. Mis en service en octobre 2000 sur les lignes intérieures italiennes entre le continent et la Sicile, il assure ce service sous les couleurs de Tirrenia jusqu'en 2024 avant d'être transféré au sein de la flotte de Moby Lines.

## Historique

### Origines et construction
À la fin des années 1990, la compagnie publique Tirrenia di Navigazione, principale concessionnaire des lignes maritimes entre le continent italien, la Sardaigne et la Sicile, lance un important programme de renouvellement de son outil naval au service de la continuité territoriale. Ceci fait suite au projet du gouvernement italien de procéder au démantèlement de la holding d'état Finmare, détenant notamment Tirrenia, et à terme de privatiser l'ensemble de ses filiales. Profitant de ses dernières années sous la tutelle de l'État, la compagnie prévoit alors la mise en service de plusieurs navires de grande capacité qui succéderont aux ferries de la classe Strade Romane sur ses principaux axes. Il est ainsi décidé de la conception de deux nouvelles classes de navires financées au moyen des importantes subventions perçues dans le cadre de la continuité territoriale. Parmi ces deux classes, l'une serait employée sur la Sicile tandis que l'autre desservirait la Sardaigne.
Première des deux séries mises en chantier, la paire de navires destinée à la Sicile reprend la configuration des ferries de la classe Strade Romane avec notamment une importante surface consacrée aux garages qui s'étendent sur quatre niveaux, couvrant au total la hauteur de six ponts, leur conférant ainsi une grande capacité de l'ordre de 630 véhicules et 140 unités de fret. Par rapport aux précédents navires, leurs dimensions sont bien plus importantes avec 180 mètres de long pour 26 mètres de large. Conçus pour accueillir plus de 1 400 passagers, les intérieurs sont équipés des locaux habituels des navires de Tirrenia avec la restauration à bord partagée entre une cafétéria self-service et un restaurant à la carte et des espaces variés tels que deux bars, un cinéma, une bibliothèque et une boutique. Les voyageurs seront principalement logés au sein de cabines privatives. À l'inverse des futurs ferries de Tirrenia prévus pour la desserte de la Sardaigne conçus pour atteindre des vitesses relativement élevées de l'ordre de 30 nœuds environ, ceux dévolus à la Sicile s'avèreront plus classiques avec des vitesses ne dépassant pas les 23 nœuds en service.
Les navires sont baptisés d'après deux importantes figures de la marine marchande italienne, Vincenzo Florio et Raffaele Rubattino, ayant notamment fondé la Navigazione generale italiana en 1881. Commandés auprès des chantiers INMA de La Spezia, ils font partie des rares ferries de Tirrenia à ne pas être construits par Fincantieri, ayant succédé à Italcantieri, qui a réalisé la plupart des navires de la compagnie.
Deuxième navire de la série, le Raffaele Rubattino est mis sur cale le 20 août 1997 et mis à l'eau près d'un an plus tard, le 18 août 1998. Finalement assurée par l'entreprise Ferrari, la construction du navire se poursuit ensuite aux Nuovi Cantieri Apunia de Marina di Carrara où sont notamment effectués les travaux de finitions. À l'issue du chantier, Tirrenia réceptionne le Raffaele Rubattino le 18 octobre 2000.

### Service

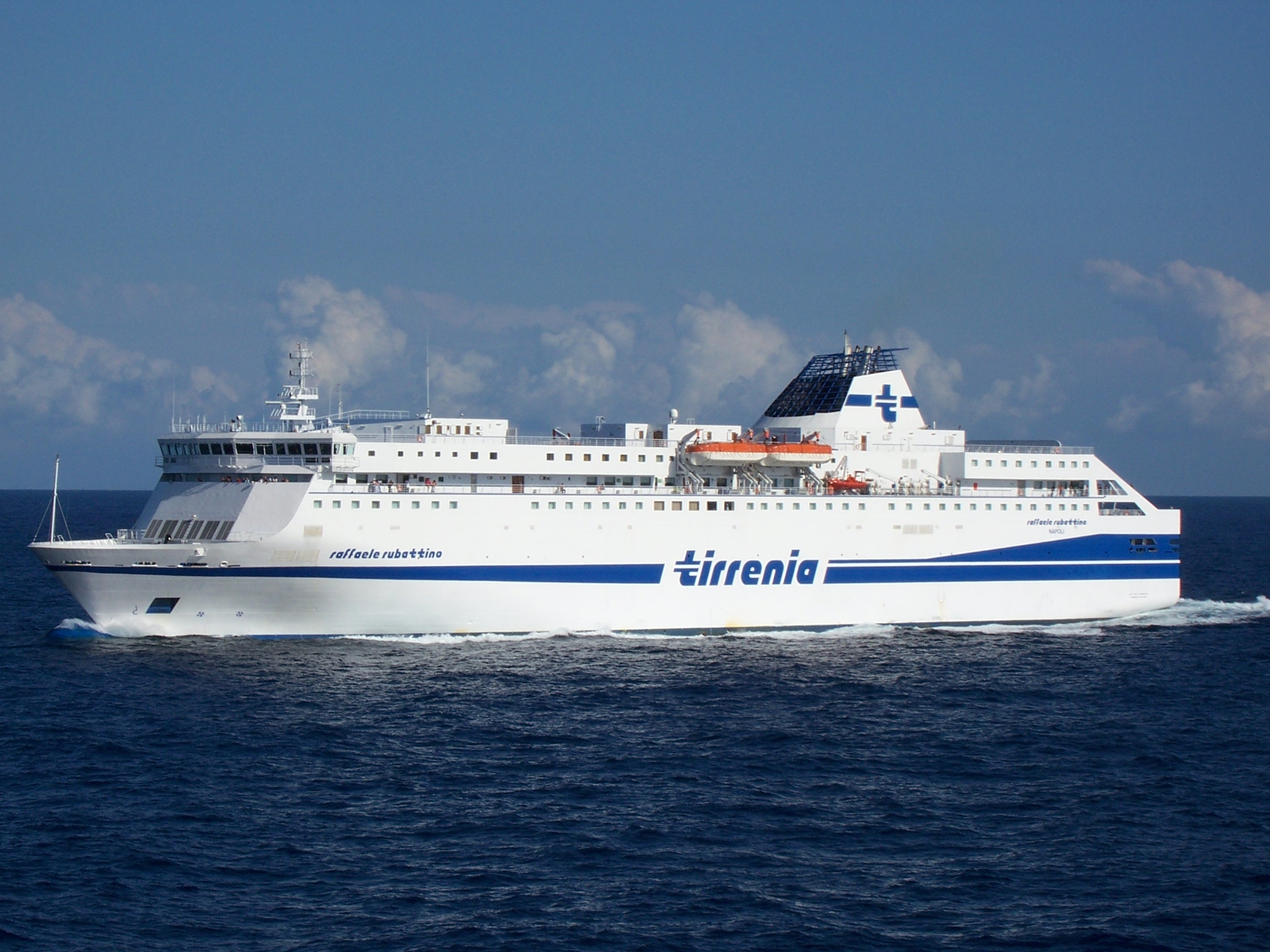
Le Raffaele Rubattino en 2006.

Le Raffaele Rubattino entre en service dans le courant du mois d'octobre 2000 sur la liaison de Tirrenia reliant Naples et Palerme. Il y rejoint son jumeau le Vincenzo Florio, inauguré un an avant lui.
Tout au long des années 2000, à l'exception notable d'une violente collision avec le poste à quai n°21 du port de Naples survenue le 29 juin 2001 en raison d'une panne d'une des deux hélices, la carrière du Raffaele Rubbatino se déroule sans incident particulier, à l'inverse de son sister-ship qui connaîtra plusieurs avaries, notamment un incendie qui ravagera une partie de ses intérieurs en 2009.
En 2012, le processus de privatisation de Tirrenia arrive à son terme avec le rachat partiel de la compagnie par son concurrent Moby Lines à travers la Compagnia Italiana di Navigazione (CIN), structure spécialement créée pour la privatisation. À cette occasion, l'entité historique Tirrenia di Navigazione est dissoute et ses actifs sont transférés au sein d'une nouvelle structure baptisée Tirrenia CIN. Tout comme la plupart des navires de la compagnie, le Raffaele Rubattino rejoint cette nouvelle entité. Malgré ces changements, il conserve son affectation d'origine vers la Sicile.
Au début de l'année 2024, au cours de son arrêt technique effectué aux chantiers Palumbo de Messine, le Raffaele Rubattino est repeint aux couleurs de Moby Lines et arbore sur sa coque la baleine bleue, emblème de l'armement.

## Aménagements
Le Raffaele Rubattino possède 9 ponts. Si le navire s'étend en réalité sur 10 ponts, l'un d'entre eux est absent au niveau du garage pour permettre le transport de remorques. Les locaux passagers occupent la totalité des ponts 7 et 8 ainsi qu'une grande partie du pont 9 tandis que les parties de l'équipage se trouvent à l'avant du pont 9. L'entièreté des ponts 3 et 5 ainsi que l'avant des ponts 6 et 1 abritent quant à eux les garages.

### Locaux communs
Le Raffaele Rubattino est équipé d'une grande variété d'installations toutes situées sur le pont 8. Parmi elles se trouvent deux bars situés à l'avant et à l'arrière, un restaurant à la carte situé vers l'avant et un restaurant self-service situé au milieu, ainsi qu'un cinéma, une salle de jeux de cartes, une bibliothèque et une boutique au centre.

### Cabines
Le Raffaele Rubattino dispose de 289 cabines situées situées majoritairement sur le pont 7 ainsi que sur une grande partie du pont 9. Ces cabines, internes et externes, sont le plus souvent équipée de deux à quatre couchettes ainsi que de sanitaires comprenant douche, WC et lavabo. En plus de ces cabines, le navire propose 194 places en fauteuils Pullman au sein d'un salons situé sur le pont 7.

## Caractéristiques
Le Raffaele Rubattino mesure 180,30 mètres de long pour 26,80 m de large et son tonnage est de 31 041 UMS. Le navire a une capacité 1 471 passagers et est pourvu d'un garage pouvant accueillir 630 véhicules répartis sur quatre niveaux. Le garage est accessible par deux portes rampes situées à l'arrière. La propulsion est assurée par deux moteurs diesels Wärtsilä 12V46C développant une puissance de 25 200 kW entraînant deux hélices à pas variable faisant filer le bâtiment à une vitesse de 23 nœuds. Le Raffaele Rubattino possède quatre embarcations de sauvetage fermées de grande taille, deux sont situées de chaque côté vers le milieu du navire. Elles sont complétées par un canot semi-rigide ainsi que plusieurs radeaux de sauvetage à coffre s'ouvrant automatiquement au contact de l'eau. Le navire est doté de deux propulseurs d'étrave facilitant les manœuvres d'accostage et d'appareillage.

## Lignes desservies
Depuis sa mise en service, le Raffaele Rubattino effectue toute l'année la liaison entre le continent italien et la Sicile sur la ligne Naples - Palerme, en traversée de nuit.